# Harald Seifert
Harald Seifert (20 de septiembre de 1953) es un deportista de la RDA que compitió en bobsleigh en las modalidades doble y cuádruple.
Ganó una medalla de oro en el Campeonato Mundial de Bobsleigh de 1978, y dos medallas en el Campeonato Europeo de Bobsleigh de 1978.

## Palmarés internacional
| Campeonato Mundial | Campeonato Mundial           | Campeonato Mundial | Campeonato Mundial |
| Año                | Lugar                        | Medalla            | Prueba             |
| ------------------ | ---------------------------- | ------------------ | ------------------ |
| 1978               | Lake Placid (Estados Unidos) | Medalla de oro     | Cuádruple          |
| Campeonato Europeo |                              |                    |                    |
| Año                | Lugar                        | Medalla            | Prueba             |
| 1978               | Igls (Austria)               | Medalla de oro     | Doble              |
| 1978               | Igls (Austria)               | Medalla de bronce  | Cuádruple          |